# Prowincja Shinano
Prowincja Shinano (jap. 信濃国  Shinano-no-kuni) lub Shinshū (信州) – historyczna prowincja Japonii, stanowiąca współczesną prefekturę Nagano.

Mapa prowincji japońskich z zaznaczoną prowincją Shinano

Historyczna stolica prowincji była zlokalizowana w pobliżu współczesnego miasta Matsumoto.

## Galeria

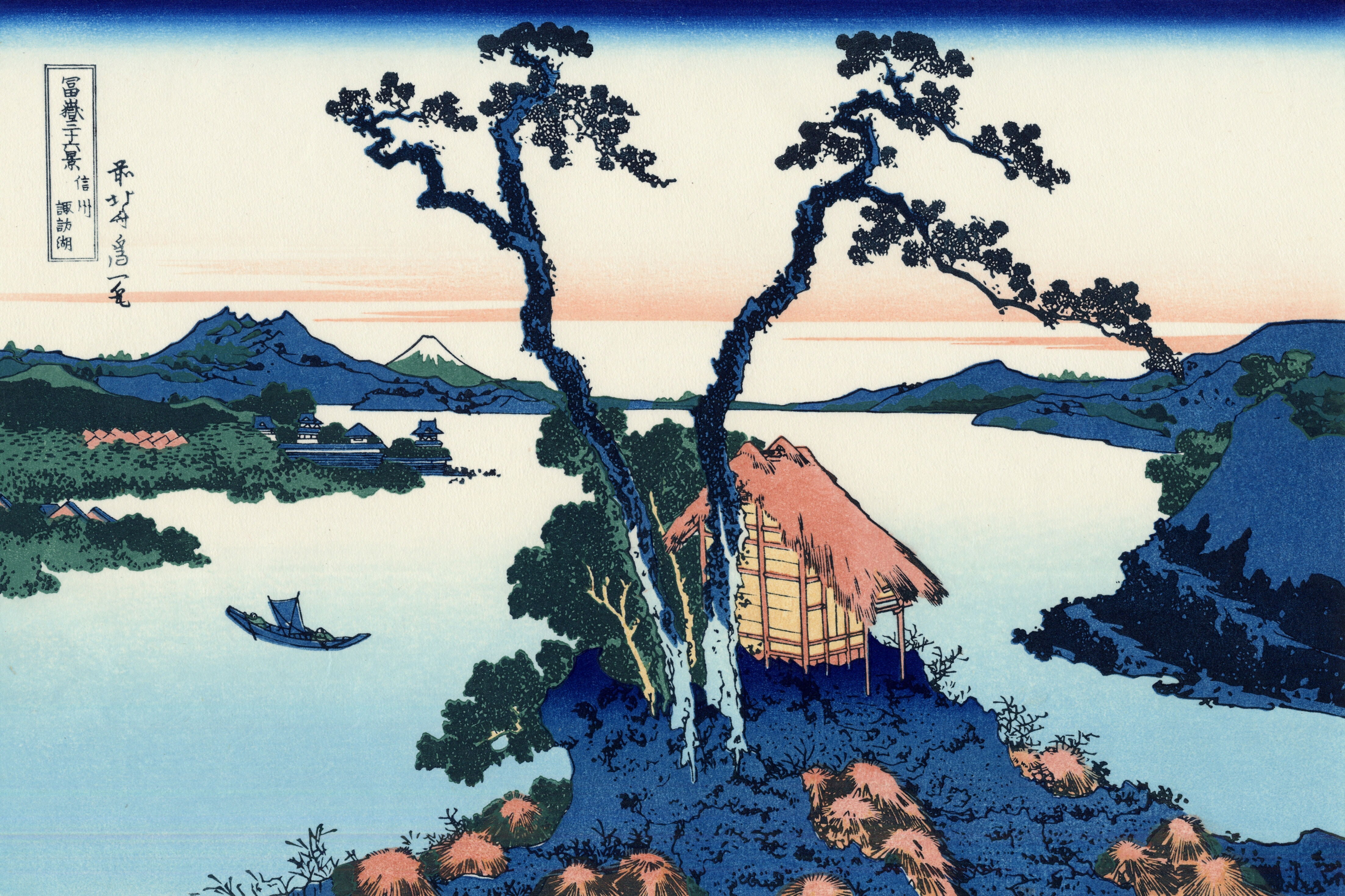
Hokusai Katsushika (1760-1849), Jezioro Suwa w Shinano (ok. 1830)
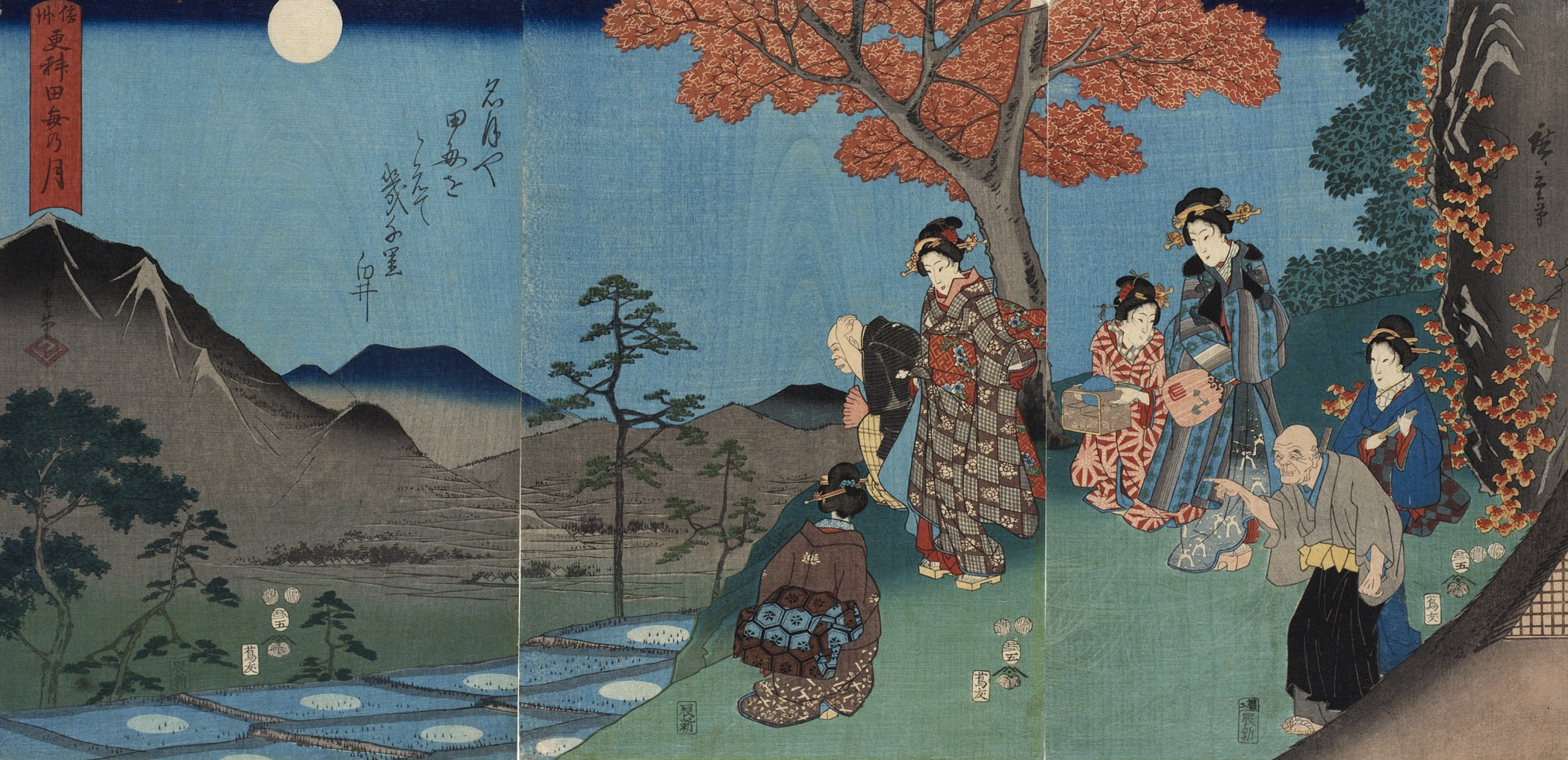
Hiroshige Andō (1797-1858),  Odbicie księżyca w polach ryżowych w Sarashina, Shinano (1853)